# الفجرة (جبل خضراء)

تعديل مصدري - تعديل

الفجرة محلة تابعة لقرية ذي جبرة، التابعة لعزلة جبل خضراء بمديرية حبيش إحدى مديريات محافظة إب في الجمهورية اليمنية، بلغ تعداد سكانها 103 حسب تعداد اليمن لعام 2004.